# Edwin Sandys (2e baron Sandys)
Pour l’article homonyme, voir Edwin Sandys.
Edwin Sandys, 2e baron Sandys (28 avril 1726 - 11 mars 1797) est un homme politique britannique .

## Biographie

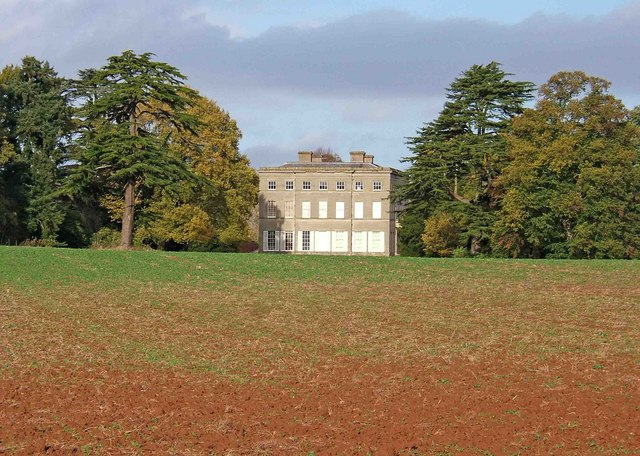
Ombersley Court

Il est le fils aîné de Samuel Sandys, 1er baron Sandys et de son épouse Letitia, fille de Thomas Tipping, baronnet de Wheatfield, Oxfordshire. Il succède à son père à la baronnie et aux domaines d'Ombersley (dont Ombersley Court) en 1770. 
Il est député de Droitwich de 1747 à 1754, de Bossiney de 1754 à 1762 et de Westminster de 1762 à 1770. Il est un Lord de l'amirauté d'avril à juillet 1757. 
Son épouse et lui n’ont aucun enfant, de sorte que son titre s’éteint à sa mort, mais ses domaines passent à sa nièce Mary, la marquise de Downshire, qui est créée en 1802 baronne Sandys avec un reliquat spécial pour ses fils cadets, avant l’aîné. 